# Virginie Jouve
Pour les articles homonymes, voir Jouve.
Virginie Jouve, née le 30 août 1983 à Saint-Étienne, est une triathlète française, double championne de France de triathlon en 2004 et 2005.

## Biographie

### Jeunesse
Virginie Jouve commence en triathlon à l'âge de 10 ans et le pratique de manière professionnelle à partir de 17 ans. Elle fait des études de sport et valide une licence STAPS. Elle poursuit ensuite ses études en entamant un master sur le handicap et l’amélioration de la qualité de vie.

### Carrière
Entrainée par Boris Gros depuis 2003, Virginie Jouve obtient ses premiers résultats nationaux et internationaux en 2004. Elle remporte dans la catégorie U23 la médaille de bronze lors des championnats du monde de triathlon à Madère au Portugal. Cette même année, elle gagne à la surprise générale et en catégorie senior élite, le championnat de France devant la favorite de la compétition, Delphine Pelletier. Elle termine l'année 2004 en prenant la seconde place des championnats d'Europe en Hongrie dans la catégorie U23, derrière la Portugaise Vanessa Fernandes.
En 2005, elle conserve son titre de championne de France et prend une quatrième place sur l'étape de coupe du monde ITU de Madrid. Elle rejoint également son club d'origine cette même année, le Poissy Triathlon.
Virginie Jouve annonce en janvier 2009 qu'elle met un terme à sa carrière professionnelle à l’âge de 25 ans. Après trois années au plus haut niveau entre 2004 et 2006 avec en point d'orgue l'année 2004, où elle accumule des résultats significatifs. Espoir du triathlon et membre de la préparation olympique pour les Jeux de 2012, elle prend la décision de tourner la page, après deux saisons difficiles qui compromettent sa qualification et ne lui permettent pas d'atteindre ses objectifs.

### Reconversion
De 2009 à 2012 Virginie Jouve fait partie de l’encadrement de la Fédération française de triathlon en tant que conseillère technique nationale (CTN) chargée de la pratique féminine et du plan de féminisation des instances fédérales. En 2012, elle est chargée de mission au Ministère de la ville, de la jeunesse et des sports, dans la prévention du dopage.

## Palmarès
Le tableau présente les résultats les plus significatifs (podium) obtenus sur le circuit national de triathlon depuis 2004.
| Année | Compétition                                         | Pays   | Position           | Temps  |
| ----- | --------------------------------------------------- | ------ | ------------------ | ------ |
| 2006  | Grand Prix de triathlon Avec Poissy Triathlon       | France | Médaille d'argent  |        |
| 2006  | Grand Prix de triathlon - Étape de Beauvais         | France | Médaille d'or      | Timing |
| 2006  | Grand Prix de triathlon - Étape de Embrun           | France | Médaille d'argent  | Timing |
| 2005  | Championnats de France courte distance              | France | Médaille d'or      | Timing |
| 2005  | Grand Prix de triathlon - Étape de Beauvais         | France | Médaille d'or      | Timing |
| 2005  | Grand Prix de triathlon - Étape de Dunkerque        | France | Médaille d'argent  | Timing |
| 2005  | Grand Prix de triathlon - Étape des Sables-d'Olonne | France | Médaille de bronze | Timing |
| 2004  | Championnats de France courte distance              | France | Médaille d'or      | Timing |
| 2004  | Grand Prix de triathlon - Étape de La Baule         | France | Médaille d'or      | Timing |